# Porsche 924
Porsche 924 je sportovní automobil, který se vyráběl od roku 1976 do roku 1988.

## Historie
Historie modelu 924 vznikla díky snaze automobilky Volkswagen obohatit svou výrobní řadu o levné sportovní auto. Původně byl model 924 navržen společným podnikem VW Porsche, ale nakonec byl dokončen a představen přímo firmou Porsche v roce 1976.
S modelem 924 začala v roce 1976 éra netradičních vozů Porsche se zvláštní karosérií a motory vpředu. V roce 1978 se na trhu objevil luxusní model Porsche 928 s pětilitrovým V8 motorem a v roce 1982 se objevil také nový model Porsche 944, původně zamýšlený jako nástupce Porsche 924. Porsche 924 však bylo vyráběné dále, souběžně s novým modelem 944, a to až do roku 1988.
Výroba Porsche 924 probíhala v několika verzích karoserie – zpočátku jen s úzkými blatníky, ve verzi GT s rozšířenými, bez vyjímatelné střechy, později také ve verzi Targa pro jízdu "s nebem nad hlavou".
Také motory podléhaly postupnému vývoji. Dostupné byly jak verze s čtyřválcovým vodou chlazeným motorem (zpočátku 2litrové provedení produkce Audi, později nový 2,5litrový motor Porsche vyvinutý pro nový model Porsche 944 – verze 924 S). V pozdějších verzích došlo i na použití katalyzátoru. Převodovka byla čtyřstupňová nebo pětistupňová, řazení manuální nebo automatické. Původní motor pro Porsche 924 byl vyvinut firmou Audi a bylo zde použito mechanické vstřikování paliva. Výkon motoru se pohyboval od 125 do 245 koní a došlo i na TURBO provedení.
V konstrukci vozu je uplatněna tzv. transaxle, což znamená tuhou rouru spojující motor ( a spojku) vepředu s převodovkou vzadu. Zadní opěrka v interiéru byla sklopná a v takovém stavu vozidlo získává skutečně prostorný zavazadlový prostor. Spotřeba paliva by dle zdrojů mohla být od 6,1 litru při 90 km/h až po 12,3 litru benzínu při městském provozu.

## Výroba

### 924
| Modelový rok | Výroba  | Zbytek světa | USA   | Japonsko |
| ------------ | ------- | ------------ | ----- | -------- |
| 1976         | 5145    | 5144         | 1     |          |
| 1977         | 25596 * | 17675        | 7496  | 425      |
| 1978         | 21562   | 9474         | 11638 | 450      |
| 1979         | 20619   | 10475        | 9636  | 508      |
| 1980         | 12794 † | 9094         | 3700  |          |
| 1981         | 11824 ‡ | 9669         | 2155  |          |
| 1982         | 10091   | 7814         | 2277  |          |
| 1983         | 5785    | 5785         |       |          |
| 1984         | 4659    | 4659         |       |          |
| 1985         | 3214    | 3214         |       |          |
| Celkem       | 121289  | 83004        | 36902 | 1383     |

- * zahrnuje 3000 vozů special edition „Martini“
- † zahrnuje 1030 vozů special edition „Le Mans“
- ‡ zahrnuje 1015 vozů special edition „50's Porsche/Weissach“

### 924 Turbo (931)
| Modelový rok | Výroba | Zbytek světa | USA    | Japonsko |
| ------------ | ------ | ------------ | ------ | -------- |
| 1979         | 2932   | 1982         | 950    |          |
| 1980         | 5243   | 1803         | 3440   |          |
| 1981         | 3312   | 1783         | 1529 * | 1529 *   |
| 1982         | 1819   |              | 876    | 943      |
| 1983         | 310    | 310 †        |        |          |
| Celkem       | 13616  | 5568         | 6795   | 943      |

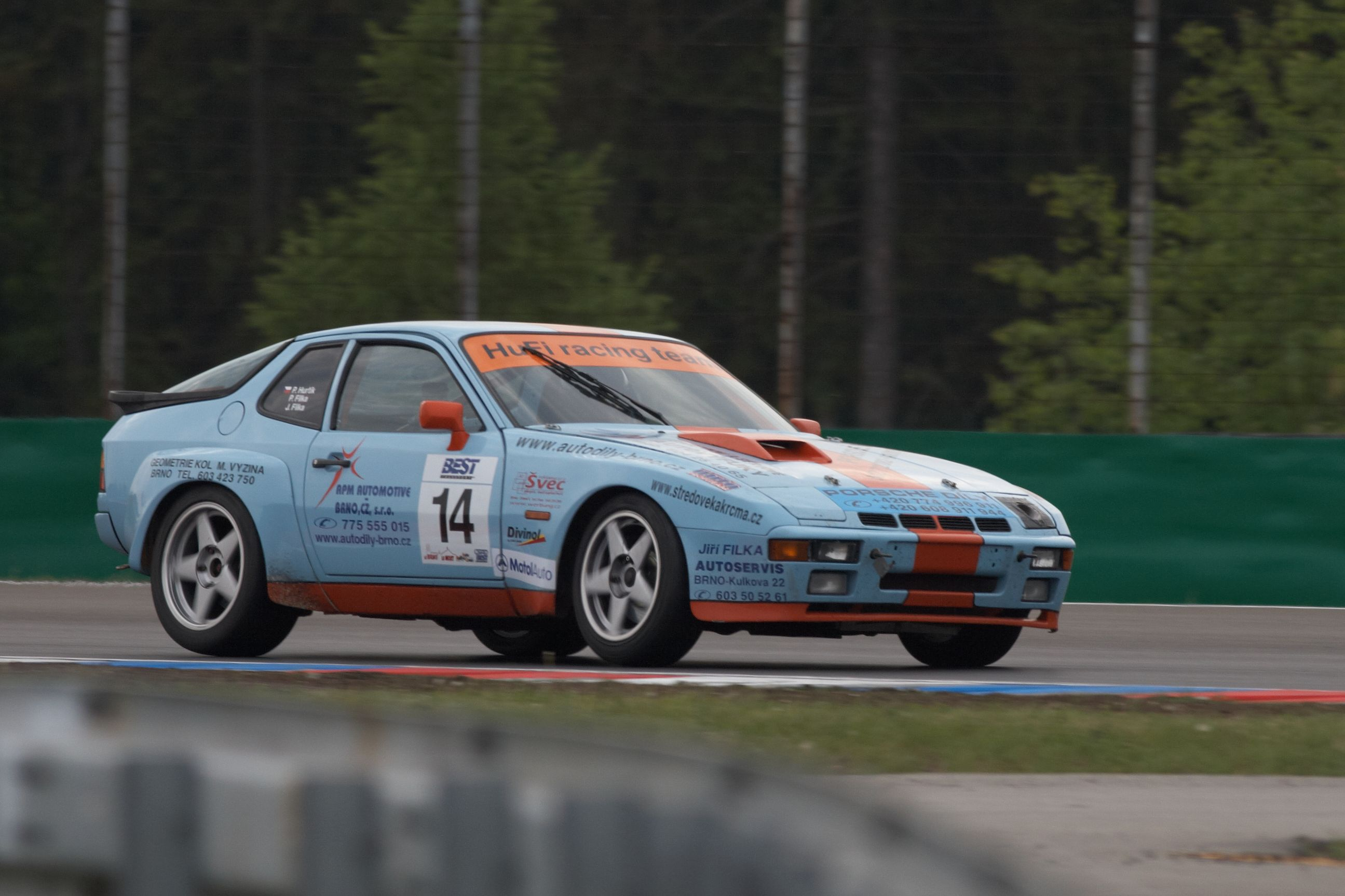
Porsche 924 GTS

- * celkový počet vozů dovezených do USA a Japonska
- † vozy dovezené pouze do Itálie

### 924 Carrera GT (937/938)

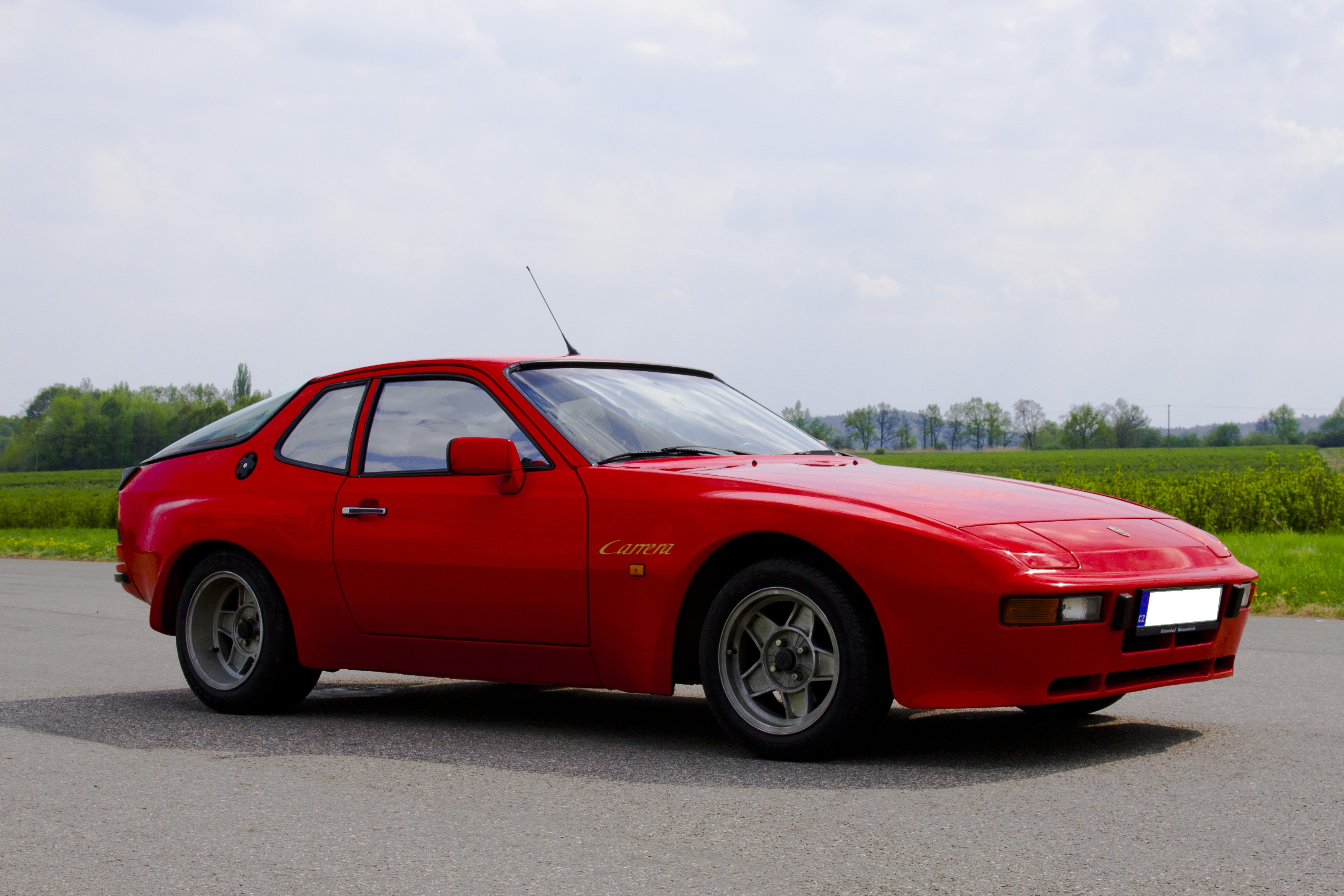
Porsche 924 1

| Modelový rok | Výroba | Německo | V. Británie | Zbytek světa | Poznámky         |
| ------------ | ------ | ------- | ----------- | ------------ | ---------------- |
| 1980         | 406    | 200     | 75          | 131          | včetně prototypů |

### 924S
| Modelový rok | Výroba | Zbytek světa | USA  | Poznámky                    |
| ------------ | ------ | ------------ | ---- | --------------------------- |
| 1986         | 3536   | 3536         |      |                             |
| 1987         | 8940   | 1993         | 6947 |                             |
| 1988         | 4193   | 2003         | 2190 | výroba ukončena v září 1988 |
| Celkem       | 16669  | 7532         | 9137 |                             |

- Pro sportovní verzi 924S, dováženou do

USA, chybí výrobní data.

### 924 Special Production
| Modelový rok | Type             | Výroba | Poznámky                     |
| ------------ | ---------------- | ------ | ---------------------------- |
| 1978         | 924 Rallye Turbo | 4      |                              |
| 1979         | 924 Rallye Turbo | 1      |                              |
| 1979         | 924 SCCA         | 16     | pro trh v USA                |
| 1979         | 924 Group 4      | 1      | postaveno ze silničního vozu |
| 1980         | 924 Le Mans GTP  | 4      |                              |
| 1981         | 924 Carrera GTS  | 59     | 15 vozů bylo Club Sport      |
| 1981         | 924 Carrera GTR  | 17     |                              |
| Celkem       |                  | 101    |                              |

## Závodní verze
Pro závody ve skupině B byl vůz upraven na specifikaci Porsche 924 Turbo Carrera GT. Tento vůz však nikdy nezískal žádný výraznější úspěch.